# 風動鳴
《風動鳴》是由臺灣作家水泉所作的奇幻小說系列，由作者高中時開始發表這部作品，於2003年始由春天出版社出版。
《風動鳴》作品除由春天出版社出版的商業誌外，另有作者本人自費出版的同人誌。2008年1月6日為作者撰寫商業誌完結日（尚未全數出版）。2008年6月24日為《風動鳴》商業誌完結日。另於2009年9月25日起開始發行新版的《風動鳴》，原則上是由舊版的一集拆成上下兩本發售，封面繪圖也由舊版的寫實華麗風（游素蘭繪）改為日本漫畫的風格（IZUMI繪）。
在2004年台灣最愛一百小說大選，《風動鳴》入選其中「最愛二十」之內。

## 人物簡介

### 神座祭司〔本篇人物〕

#### 愛修諾神殿
艾洛德·席德列斯
黑髮黑眼。本篇主角，第三十七屆破虛神座。承襲其父的俊美，生性怕蟲，嗜好學習，學習黑魔法，天才型的資質，有一顆體貼別人的心與敏銳的直覺，是個性溫和的好人。與音笛是搭檔，喜歡音笛的姊姊瑟迦妃。為帕黎修蒙·席德列斯的轉世。
安加西奈·席德列斯
黑髮黑眼。艾洛德的父親，第三十六屆破虛神座。似乎不曉得溫柔體貼為何物，十分任性高傲又有潔癖的完美主義者，實力高居全書第二（僅次於緹依），堪稱不合理的天才，但是因為個性跟眼光的問題，雖然是少見的美男子，卻沒有什麼人敢接近。不過，在他的心裡，其實很愛父親帕黎修蒙及兒子艾洛德，只是打死不承認而已。名字的意義是「生命中賜予的第一次愛情」，帕黎修蒙取的，表面上是帕黎修蒙的血造出來的，實則是帕黎修蒙的雙胞胎兄弟那沙因薩若的血造出來的。
在與神闇初次見面的溪谷要求他殺死自己，據自己所說，很重視神闇。不知道神闇對自己也是一樣的重視，而與他分離。與神闇是搭檔。為畢西爾‧西卡潔的轉世。
帕黎修蒙·席德列斯
淺黃髮淺灰眼，艾洛德的爺爺，安加西奈的父親，第三十五屆破虛神座，過世多年。生前是個外貌幾乎可以用漂亮來形容且隨時保持微笑的爛好人，因為過度溫柔且不會拒絕別人而被認為軟弱，一生只動過一次劍攻擊，實力不明。看起來情緒波動不多的他，內心究竟想的是什麼，不曾有人知曉。實際上，帕黎修蒙的實力非常的強，能在戰鬥中快速準確的判斷出敵人的出手路線，輕鬆化解開敵方的攻擊，曾在與敵人的戰鬥中展開結界，悠閒的小睡片刻。但是有發現到帕黎修蒙實力的人，卻十分的少。生性遲鈍，在死後的回顧中，才發現到青梅竹馬娜加卡喜歡他的事實。
十分重視安加西奈。在外篇「月‧落輝」之中為主角之一。為伊莫色斯‧西卡潔的轉世。
亞爾飛·席德列斯
黑髮黑眼。艾洛德的兒子，第三十八屆破虛神座。長相秀氣，十分善解人意，生性怕血，略為遲鈍。知道心上人茵是男生後大受打擊，但仍跟他保持原有的交情。原本搭檔是菲伊斯，後來因為菲伊斯跑去D.M.B，改為找本來沒有搭檔的維西。
席德列斯家絕技：天之破、破空虛斬

#### 聖堤依神殿
音笛·西卡潔
亞麻色頭髮藍眼。第三十七屆奉晨神座,比其他同屆神座小三歲。後期因為手鐲的影響頭髮變成銀白色，人也變高了一些，個性上也有極大的改變，但第一次的個性變化是在得知母親死亡後的繼承儀式上改變。前期是一個遲鈍、天真的少年，身形嬌小，天使般的可愛使人無法招架，生性善良；體質特殊，是無限度極端靈質體，没有手鐲時沒有攻擊力。與艾洛德是搭檔。
莎依·西卡潔
淺黃頭髮藍眼。音笛的母親，第三十六屆奉晨神座。與萊迪斯迪是情侶，一個很溫柔、很為孩子著想的女性。死於第三十七屆神座儀式繼承之前，死亡主因為瑟迦妃，但最後在瑟迦妃猶豫時，以己身剩餘的力氣舉劍自盡。
茵·西卡潔
金髮藍眼。音笛的兒子，第三十八屆奉晨神座。脾氣暴躁，不太能忍耐，個性直接，不太能體會別人的真正想法。其略為女性化的名字跟美麗的外表讓很多人誤以為他是女孩，一起長大的亞爾飛也不例外。小時候因被誤以為是女孩，差點被珂蜜拉去一起洗澡；體質為過度靈質力能體。有戀父情結。與珂蜜是搭檔。
瑟迦妃·西卡潔
出生時為金髮，但因滴血造子時的意外造成體質虛弱不能曬到太陽，身體越漸虛弱，頭髮也隨成長，而逐漸變成白髮，原第三十七代奉晨神座，音笛的姐姐。因莎依滴血造子時將血滴錯潭而造成的錯誤，從小體弱多病，三歲時被拿勒斯偷抱進D.M.B，和羅提是戀人。在第三十七代神座繼承前殺死母親莎依取得手鐲，三年後自殺將手鐲還給音笛；體質為無限度極端力能體。
西卡潔家絕技：晨光照、晨之障

#### 菲伊斯神殿
羅提·諾曼登
紅髮。第三十七屆昊絕神座。表面上是個博學多聞，善交際，頭腦好，反應靈敏又有禮貌的優秀人才，但是在他一貫應付所有人的笑容之下，有著十分深沉的心思。死於公會正式處決。與音笛的姐姐瑟迦妃相戀。與培里亞是搭擋。為菲伊斯‧諾曼登的轉世。
拿勒斯·諾曼登
紅髮。羅提的父親，第三十六屆昊絕神座。氣質陰沉，不多言，因為多年前某件事情使得外貌無法維持年輕，而是維持中年的樣子。死於自己兒子手中。
格瑞特·諾曼登
紅髮藍眼。拿勒斯、神闇的父親，第三十五屆昊絕神座。雙性戀者，在準神座時期，對帕黎修蒙一見鍾情，曾多次糾纏而對方卻毫無反應。對帕黎修蒙提出只要喊他一次名字便會放棄，對方卻不知道他的名字，而遭受打擊。
菲伊斯·羅提·諾曼登
紅髮。羅提的兒子，艾洛德代養，艾洛德死後轉為音笛代養，准昊絕神座，尚未繼承即拋下職責去了D.M.B。識時務、懂得看人臉色說話，時時嘲笑被看成女生的茵，心上人是星，但是星的單純卻使他無可奈何。去D.M.B前的搭檔是亞爾飛
諾曼登家絕技：絕之音、昊響 · 跡絕 · 化風塵

#### 沙普瑟神殿
亞維康·伊希塔
棕髮及肩。第三十七屆君鎖神座。樂觀派，也有點神經大條，雖然有細心的時候，但也只是偶爾，這樣的個性似乎過多久都不會改變，甚至有變本加厲的嫌疑。與薇莉安是搭檔。喜歡薇莉安，只要一有機會就會跟薇莉安表白，總是被拒絕，但從打擊中恢復得很快。非常崇拜安加西奈。曾在三十歲時與神闇有短暫接觸過。
留爾斯·伊希塔
棕髮。亞維康的父親，第三十六屆君鎖神座。比兒子帥一點，跟黛拉妮是情侶。跟安加西奈彼此看不順眼。似乎在把神座交接給亞維康的沒多久，就跟黛拉妮分手了，本人也說過其實不愛黛拉妮。
維西·伊希塔
棕髮及肩。亞維康的兒子，第三十八屆君鎖神座。擁有自由拼湊咒文使用的能力，極度悲觀主義，跟其父的教育(因為安加西奈的"不乖就打，做錯事就罵"教育法使艾洛德如此成材，於是亞維康便效法而為之，不料弄巧成拙)有很大的關係。與亞爾飛是搭檔。
伊希塔家絕技：時之鎖、斷鎖

#### 迦爾西達神殿
培里亞·那魯
深灰髮蒼冰色眼睛。第三十七屆莫霜神座。不喜言語，對人冰冷，彷彿天生少了情感系統，與當初滴血造子時的意外有關。對任何事情及父親的關愛，對兒子的敬愛都沒什麼感覺。擅長許多雜藝。與羅提是搭檔。
萊迪斯迪·那魯
培里亞的父親，第三十六屆莫霜神座。跟兒子不同，是個能讓人感受到溫暖的好人，也十分遵守祭司的規矩。「萊迪斯迪」古語的意思是「友誼」，西克特請帕黎修蒙取的。
西克特·那魯
萊迪斯迪的父親，第三十五屆莫霜神座。深灰髮。獨善其身，是個明理的人。與帕黎修蒙為好友，最後死於D‧M‧B的黑魔法。
萊林·那魯
深灰髮。培里亞的兒子，第三十八屆莫霜神座。成熟獨立，時常關懷別人，為了跟父親相處不好而苦惱，與羅兒潔搭檔後，也常因為羅兒潔的花心與糾纏而感到煩惱。與羅兒潔是搭檔。
那魯家絕技：霜落、霜之氣旋環繞

#### 安羅法神殿
薇莉安·帕蕾基西若
金捲髮過腰灰眼。第三十七屆星鏡神座。有點心機的聰明少女，容貌美麗，會明顯表達自己對事物的喜惡。喜歡艾洛德。與亞維康是搭檔，但卻很排斥他。似乎也不怎麼喜歡自己的母親黛拉妮。
黛拉妮·帕蕾基西若
金髮。薇莉安的母親，第三十六屆星鏡神座。只在乎自己的女子，行為略顯矯飾，裝模作樣。
娜加卡·帕蕾基西若
黛拉妮的母親，第三十五屆星鏡神座。任性，臉皮薄的女子，跟帕黎修蒙從小相處認識。喜歡帕黎修蒙，但是因為臉皮薄，還有帕黎修蒙的遲鈍，致使兩人沒有任何進展。
緹亞·帕蕾基西若
娜加卡的母親，第三十四屆星鏡神座。因搭擋——帕黎修蒙的父親死亡，契約效果使她腦部遭受衝擊，精神不太正常。代養帕黎修蒙。
珂蜜·帕蕾基西若
金短髮。薇莉安的女兒，準星鏡神座，後因菲伊斯加入Ｄ‧Ｍ‧Ｂ而繼承昊絕神座。有點兇的單純女孩，常常跟胞兄法第斯打架，但其實心中是不討厭其胞兄的，甚至想與法第斯和好。與茵是搭檔。喜歡茵。
法第斯·帕蕾基西若
金髮。薇莉安的兒子，第三十八屆星鏡神座。有點傲慢，與珂蜜之間的關係惡劣。與曼那沙是搭檔。
帕蕾基西若家絕技：鏡射、星之守護

#### 蘭力那神殿
西弗·斯尤那多
褐髮。第三十七屆九殷神座。脾氣暴躁，自視甚高。雖然後來暴躁稍微改善了些，但因為有一個不受教的兒子，脾氣似乎又越來越糟了。與卡薩加是搭檔。
洛西加·斯尤那多
西弗的父親，第三十六屆九殷神座。跟兒子一個樣，也是個自傲的人。與費多是搭檔。
曼那沙·斯尤那多
褐髮。西弗的兒子，第三十八屆九殷神座。態度惹人厭，顯得自大，話語常帶諷刺，自尊心高。與法第斯是搭檔。
斯尤那多家絕技：殷咒、九玄放

#### 洛巴芬神殿
卡薩加·黎多
褐長髮。第三十七屆墨都神座。本是對人的態度冷淡，言語中偶帶諷刺，但受到搭檔西弗的影響，情緒會顯示出激動。後期因為加上女兒的一切相當令他困擾，因而常常會有一些出人意表的舉動。與西弗是搭檔。
費多·黎多
褐長髮。卡薩加的父親，第三十六屆墨都神座。跟兒子一個樣，也是個冷淡的人。與洛西加是搭檔。
羅兒潔·黎多
褐長髮。卡薩加的女兒，第三十八屆墨都神座。與父親性格完全相反，非常熱情，喜歡帥哥，纏人的精神可嘉。與萊林是搭檔。
黎多家絕技：墨色之隱、蜃氣都

### 神座祭司〔前篇人物〕

#### 愛修諾神殿
愛修諾·席德列斯
第一屆破虛神座。二十三歲，黑髮黑眼，長相英俊，個性十分單純，被菲伊斯戲稱為平民三人組的其中一員。原本是農夫，成為神座後依然不改習慣每天早起種菜，讓其他人十分頭疼。抗拒成為神座的想法在戰爭發生後逐漸轉變。在緹依死之前接受緹依的血，在後來的戰場上成為助力。但因為身體承受不住強大的力量，屢屢吐血，最後在戰場上死亡。與迦爾西達是搭檔。
愛修·席德列斯
第二屆的破虛神座。跟安西亞是搭檔，負責傳達安西亞的指令。在後期因為緹依給愛修諾的那滴血身體產生異變，在安西亞把血收回後恢復健康。

#### 聖堤依神殿
緹依·西卡潔
前篇風飄主角。第一屆奉晨神座，但其實就職神座的意外為其皇叔立因斯‧西卡潔所主導。身兼Ｄ‧Ｍ‧Ｂ創教教主。享年二十一歲，金髮藍眼，擁有神蹟般的俊美容顏，被譽為創造之神科里西亞之子亦為神之子，愛恨分明又常鑽牛角尖。成為神座後為了復仇和菲伊斯聯手創造出Ｄ‧Ｍ‧Ｂ，戰鬥的同時能詠唱咒文，是天才戰士同時也是天才魔法師。
相當重視父王和妹妹。也曾說過菲伊斯是「很重要的人」。最後死於皇宮。在死前對菲伊斯說出自己的身世。獨自嘗試解除和菲伊斯的搭擋契約，但不成功。在死後與科里西亞的交談中得知自己間接害死了菲伊斯，因而非常痛苦；並且被科里西亞懲處，將不斷進入輪迴接受自己推演的動亂釀成的後果，直到神座血脈完全斷絕為止。以王族禮儀下葬。與菲伊斯是搭檔。
安西亞·西卡潔
第二屆奉晨神座。蜜金色直髮，灰眼。扮演著公主的角色，事實上是男性。很少說話，開口時頂多也只講幾個關鍵詞，有事情要傳達給同伴都會請愛修開口。愛修的搭檔、緹依的轉世，但因外表像克薇安西亞，被當成克薇安西亞的轉世，一開始自己也不知道。摻雜緹依及克薇安西亞的記憶，曾為此而迷惘。因前世的關係有時會下意識的打伊斯。

#### 菲伊斯神殿
菲伊斯·諾曼登
第一屆昊絕神座，身兼Ｄ‧Ｍ‧Ｂ權長老。享年二十九歲，紅髮綠眼，自稱是個擁有浪漫情懷的好青年，個性不拘小節有點粗心大意。成為神座前是革命軍的領袖人物，成為神座後待在神座陣營替緹依做雙面間諜。因為長相英俊，個性隨便加上時常言語輕浮，在外的名聲十分難聽。雖然表面上有點輕佻不可靠，但內心卻保有善良的真誠。很在乎緹依。與緹依是搭檔。另外，本姓伊瑞西，因為父親關係而牽連入獄，受到國師拷問，後被緹依所救。在聽聞緹依死後，便對密提爾拔刀相向，最後被密提爾所殺。
伊斯·諾曼登
第二屆昊絕神座。跟安羅是搭檔，因為記憶的關係去找密提爾拿緹依的劍，後來一直連絡，最後跟著密提爾去Ｄ‧Ｍ‧Ｂ的地下基地。與其他同伴擁有的片斷記憶不同，伊斯繼承了菲伊斯完整的記憶，也為這些記憶所苦惱。看到國師會有不好的印象。（作者已聲明他並非菲伊斯之轉世，只是繼承了他的記憶。）

#### 沙普瑟神殿
沙瑟·伊希塔
第一屆君鎖神座。二十三歲，約夏族人，是個五官立體的美女，生性喜歡到處旅遊的流浪民族。成為神座前是個浪人，成為神座後因為自家神殿的關係讓她很想要再繼續當一個浪人。與安羅法是搭檔。
瑟·伊希塔
第二屆君鎖神座。少話，男性。與迦爾是搭檔。

### 迦爾西達神殿
迦爾西達·那魯
第一屆莫霜神座。二十八歲，個性溫暖又善解人意，在魔法學習上意外的有天份，平民三人組的第二人。
成為神座前是一名廚師，成為神座後喜歡和破虛神座一起煮菜種菜。和愛修諾是搭檔。
迦爾·那魯
第二屆莫霜神座。跟前世一樣是個爛好人。跟瑟是搭檔。

#### 安羅法神殿
安羅法·帕蕾基西若
第一屆星鏡神座。二十三歲，金髮藍眼的美女，有點愛慕虛榮，只在意自己的外表。成為神座前是一名知名舞伶，成為神座後依然喜歡跳舞娛樂他人。和沙瑟是搭檔。
安羅·帕雷基西若
第二屆星鏡神座。喜歡跟別人說自己叫小紫，對紫色有莫名的執著。稜的轉世，有稜的記憶也有安羅法的片段記憶。跟伊斯是搭檔。女兒是第三屆神座裡面唯一的女孩。(安西亞的小孩不確定)

#### 蘭力那神殿
蘭力那·斯尤那多
第一屆九殷神座。三十四歲，個性暴躁又自以為是。成為神座前是有錢的富商，不認同神座這個身分。與珞芬是搭檔。因為珞芬死亡而受到搭檔契約的影響導致精神受創，最後自殺。
蘭那·斯尤那多
第二屆九殷神座。個性跟前世差不多，不過比前世更寵珞。跟珞是搭檔。

#### 洛巴芬神殿
珞芬·黎多
第一屆墨都神座。十六歲，個性開朗又活潑的少女，平民三人組中的最後一人。成為神座前是一名住在孤兒院的孤兒，成為神座後常常號召朋友到神殿玩。和蘭力那是搭檔。在一次Ｄ‧Ｍ‧Ｂ與王軍的戰爭中被倒塌的城牆波及而死亡。
珞·黎多
第二屆墨都神座。轉世之後成為讓安羅都覺得世界變了的可怕小孩。喜歡閃亮亮的出場方式，不過從來沒做過。跟蘭那是搭檔。

### 神座祭司〔後篇人物〕
瓊·席德列斯
黑髮黑眼，長相俊美。為緹依的最後一個轉世。從小在培育所裡長大，每次考試都考零分（因為考試時都在睡覺）。喜歡睡覺，擅長研究，家事也很好，買菜殺價時更是厲害的讓同伴們為之驚訝。有著乾淨的氣息和別人學之不來的優雅。生性淡漠，思考模式跟一般人不太相同。與雷索提等人計畫殺死神座祭司的血脈。由於後篇席德列斯家族遺傳病症使得瓊已無所剩日子能活,又因為意外發現緹依的遺體，進而想起前世的各種記憶，記憶的困擾使他接近崩潰，進而想殺死自己以及雷索提等人，因為雷索提無法接受瓊提出自己等人也要自殺的提議，一度被雷索提所殺，但被拉尼菲放進化生池而得救，五年後再被記憶困擾，最後在雷索提自殺後，也跟著自殺，後來去了尤那裡。
雷索提·諾曼登
紅髮。為菲伊斯的最後一個轉世。從小在培育所裡長大。有著聰明的腦袋，是培育所裡的第一名。在培育所裡跟瓊搭訕，後來便向瓊詢問是否願意滅絕神座血脈，是滅絕神座血脈計畫的主導者。平時表現得一付輕浮的樣子，實質上卻是很有心機的人。對於瓊有著異常的執著，曾經因為看到瓊對依挪親切的樣子，便命令帝維亞去殺害依挪。對於阻礙計畫的人，他都一一消滅。後篇因為瓊的行為怪異（記憶困擾），以及提出所有人都必須自殺才是真正血脈滅絕說法，一度殺死瓊，得救後的瓊卻更讓雷索提執著，最後聽了瓊的真心話，為了不再讓他被輪迴受苦，在瓊懷中輕吻告別，自殺而亡。
帝維亞·西卡潔
純粹因為好玩才加入了行動。個性直接，喜歡追求刺激，後因為被瓊(緹依)攻擊追殺導致重傷，因為不想比拉尼菲先死，便用刀子把拉尼菲先殺死後，因為身負重傷而死。
拉尼菲·那魯
謹慎，個性溫和。因為覺得該為生命找些不同的事做而加入滅絕神座的行動，最後和一起被瓊(緹依)追殺的帝維亞逃跑，最後被帝維亞所殺。
凱因·斯尤那多
第四十三屆九殷神座兼祭司公會主席。個性暴躁而跋扈。最後為黎莫爾所殺。
黎莫爾·席德列斯
第四十三屆破虛神座，凱因死後接任祭司公會主席。個性冷靜。西優席文‧休勒西的轉世,被瓊殺死。
耶凡·諾曼登
第四十三屆昊絕神座。生活糜爛，被雷索提殺死。
耶曼·那魯
第四十三屆莫霜神座。性溫柔而具同情心。被瓊殺了
依挪·西卡潔
第四十三屆奉晨神座。膽小，因過去的意外導致毀了身體基礎。實力只於平凡人之間。最後為帝維亞所殺。

### D.M.B〔本篇人物〕
瑟迦妃·西卡潔
黃髮藍眼〔後期轉成白髮〕。本篇已經過世的女主角，羅提的戀人。長相清麗，身體不能被陽光照射到，右眼幾乎失明，是個帶有許多秘密，體弱多病的少女。原是西卡潔家的繼承人，音笛的姐姐，無限度極端力能體。後來在告知艾洛德等人事實後自殺，自殺後將手鐲留給音笛。
神闇
白髮及腰透明藍眼。為D.M.B的最後一任教主。外觀像個青年，相當俊美秀麗，目前真正實力仍然是個謎。為拿勒斯的同父弟弟，依輩分來看是羅提的叔叔，其實很重視羅提。與安加西奈是搭擋。但他們的契約並不完整。非常重視安加西奈，雖然本人先前並不想承認。後來應安加西奈的要求殺死了他，而後抱住屍體痛哭。
十七歲時是D.M.B的統御司，在某次與破虛神座安加西奈的交戰中落敗瀕死，並被其所救，之後在愛修諾神殿生活了一段時間。回到D.M.B前留下字條給安加西奈(不過他並沒有去看)。其實並不想待在D.M.B，但因為沒有將心裡的話說出口，而與安加西奈分離。與D.M.B共同毀滅。得知艾洛德就是帕黎修蒙而解開心結，臨死前看見安加西奈的身影而了無遺憾。
活到一百八十一歲，靠藥物維持生命。喜歡吃糕餅類的甜食。曾在孟斐（地名）以虛構身分＂迪洛西＂（時間的旅人）短暫認識亞維康。為緹依．西卡潔的轉世。
星
黑髮黑眼。神闇的女兒。菲伊斯(小)的暗戀對象。單純天真沒有心機，缺乏許多常識，寵物是魔獸–小黑、小毛、小爪、小灰、小角、小花、小草和小剛。
莫拉·歐路斯
D.M.B的一名主教。聲音十分動聽。來歷可疑。出生於先知家，德賽亞．歐路斯的姐姐。
基爾
D.M.B的一名小教眾，年約十二，個性善良天真。死於音笛之手。在八歲時被教主救了一命，觀察力好，似乎有點本事，時常給教主送甜點，他的死令神闇有一種淡淡的不習慣。

### D.M.B〔本篇外傳人物〕
那沙因薩若·席德列斯
D.M.B統御司，黑髮披肩黑眼，相貌極為俊美，實力強悍，天資聰穎。在出生的時候被D.M.B的教眾劫走，但在知道真相後,還是很喜歡D.M.B,和帕黎修蒙是孿生雙胞胎卻長的完全不一樣。算是安加西奈的親生父親。不太喜歡殺戮之類的血腥事情，胸中常有莫名的澎湃熱情，十分光明善良。跟愛爾蒂娜是男女朋友。為緹依.西卡潔的轉世。
愛爾蒂娜·帕蕾基西若
金髮藍眼，在冷豔的外表下是一向冷淡的態度，彷彿藏有許多心事,因為辛克特長老處處刁難她,她便以她的身材及外表為普契長老的情婦,生活才好過一些。在出生的時候被D.M.B的教眾劫走，和娜加卡是孿生雙胞胎。與那沙因薩若是男女朋友。十分討厭D.M.B。
薩爾路
D.M.B長老之一。負責養育那沙因薩若，並且十分關愛他。

### D.M.B〔前篇人物〕
密提爾
十八歲，淺褐長髮垂腰，孤兒，革命軍成員(第一次殺的人為菲伊斯)，貌若少女的少年。生性善疑，不願與人親近，只與菲伊斯交好，當他是自己兄長。雖然是生為革命軍的一員，卻也崇拜神之子——緹依。在D.M.B的職稱為統御司。菲伊斯死後便失去所有的純真，帶領D.M.B，後因伊斯的幫助下將D.M.B撤退到安全的地下堡壘

### 先知家族〔本篇人物〕
德賽亞·歐路斯
紫眼。現任先知〔於本篇第二部:葉凋〕。二十歲。居住於碧潭山上的先知居，幾乎只要在人前都會載著面巾，喜紫色事物，在乎親人。
由安·歐路斯
紅長髮淺灰眼。現任先知〔於本篇第五部:鏡照〕。十三歲。居住於碧潭山上的先知居，調皮愛玩，修業不認真。非常喜愛銀色的事物。
阿加帕爾斯·歐路斯
長相英俊的青年。地位較為尊貴的家僕，身兼由安的護衛。

### 康納西王國〔前篇人物〕
克薇安西亞·西卡潔
金長直髮藍眼，十三歲，緹依的妹妹，叔父繼承王位之後仍保有公主之名。年紀幼小的她十分可愛甜美，人見人愛，她的笑容彷彿能帶來溫暖，是一個有如溫煦陽光一般，且堅強懂事的女孩。緹依死後繼任奉晨神座一職（其實她就是真正的奉晨神座人選），因為手鐲的影響而變為白髮，身高也有變化，最後因為承受不住鐲子的反噬力量而死。喜歡西優席文‧休勒西。
畢西爾·西卡潔
金髮藍眼，二十五歲，康納西王國第四王子，緹依的堂哥。與泰佩姬莉莎為夫妻關係。一個空有能力卻不利用的人。優柔寡斷的性格與被動的個性使得大家都不怎麼欣賞他，只有緹依跟他私交甚好,被西優席文所殺，遺體被緹依用絕技(昊絕神座之絕技：昊響 絕跡 化風塵)風化了。
雅希黎爾·西卡潔
黑髮藍眼，畢西爾與泰佩姬莉莎的孩子。曾請安羅帶他上戰場，後來成為祭司。
立因斯·西卡潔
金髮藍眼，康納西王國的現任國王，緹依的叔父。器量狹小，無能又無勇，極好面子。因為自己曾做過的虧心事，日子總是過得心虛，提心吊膽，十分信賴西優席文，最後被西優席文所殺。
溫絲朵纱蕾·西卡潔
金髮藍眼，十九歲，康納西王國第一公主，緹依的堂妹。任性驕縱，聲音尖銳，空有美貌沒有頭腦，因為傾心於緹依，所以嫉妒泰佩姬莉莎。
辛維沙·西卡潔
金髮藍眼，三十九歲，康納西王國第二王子，緹依的堂哥。是個自我中心，個性差勁的男人，雖已有正妃，仍想納克薇安西亞為側室。
伊莫色斯·西卡潔
淺金髮淡色灰眼，康納西王國前任國王，緹依之父。一個溫柔，對人親切，沒什麼脾氣的國王，對每個人都是以誠相待。被立因斯毒殺。而這位已故的國王，其實真正想做的是打造刀劍一類的匠師。
為西優席文的雙胞胎弟弟——明夜的轉世。
尼弗西瑟·西卡潔
伊莫色斯的父親，我行我素卻有魅力的國王。將自己封印在臨神之鏡中以換取伊莫色斯的性命。有著玩弄人的惡趣味，常和當時的國師一起玩樂。
愛莉蒙露西·瑟安
康納西王國前王后，緹依之母。體弱多病，對丈夫與孩子沒有多少感情，真正的愛人是刑審官長，西盧.歐帝安，但因父母強硬要求而嫁給了國王。緹依為兩人私生子。在生克薇安西亞時，因難產而去世，實際上為西優席文所殺。遺體並未葬在皇陵，而是交給了西盧。
泰佩姬麗莎·洛尼契
黑髮黑眼，星相官長的女兒,緹依的戀人，本來要成為緹依的正妃，卻因緹依要成為神座祭司，而立因斯命她嫁給畢西爾，便成為畢西爾的正妃,與畢西爾有一子，後來因畢西爾、緹依、父親與克薇安西亞相繼去世，悲傷過度而導致身體欠佳，外表依舊年輕頭髮卻如老人一樣灰白，到最後心裡都只當緹依是她永遠不變最愛的戀人。

### 暗部〔前篇別傳人物〕
稜
暗部最高階的天行使，本名莉莉亞·西普，以其名為畢生最大的恥辱。為暗部實力最強者卻有著與實力不符的年輕外貌。棕髮紫眼，容貌秀麗。忠於前王尼弗西瑟，對國師西優席文有莫名的情感，個性謹慎冷靜，有點表裡不一。在小時候因為偷錢，被尼弗西瑟和薩圖登逮到，而差點被賣掉。被西優席文所殺。轉世為安羅。
斥
暗部影衛使。本是祭靈族之人，後背叛西優席文，回到祭靈族故地。

### 祭靈族〔前篇別傳人物〕
西優席文·休勒西
黑髮綠眼，容貌俊美，又名清風。十七歲時遭逢滅族之禍，誓言復仇。心繫著死去的弟弟，以復仇為動力，不擇手段，直到遇見王子伊莫色斯才慢慢改變了他的想法。不知道怎麼對伊莫色斯表達自己的想法，在伊莫色斯死的那天，為鞏固其心智與操控暗部而把稜殺了，但其實很重視稜。
明夜
真實姓名不詳，與西優席文是孿生兄弟，兩人感情要好。個性溫和，喜愛自然與音律。死於滅族之禍，後轉世成伊莫色斯。

### 其他人物
科里西亞
創造之神。
尤
緹依的引渡使。

西羅納
冬陽之神。

## 商業誌出版作品簡介
商業誌不含同人誌，共有二十冊。
- 本篇五部：《雲蔽》、《葉凋》、《鐘響》、《天明》、《鏡照》，另含第三部外篇《昨日·今日》，共六冊。

- 本篇外篇，除第三部外篇外，前後還出了兩本：《西羅納之風》、《月．落輝》。

- 前篇有三系列：《風飄》（又名緹依傳，四冊）、《神臨》（共有上、中、下三冊）及前篇別傳《煦光夢迴》（又名國師傳，上、中、下三冊）。

- 後篇：《塵飛》為神座世界的後續，共上下兩冊。

### 本篇
本篇主角：艾洛德·席德列斯
- 《第一部 雲蔽》：艾洛德與其他七名同為準神座祭司的同伴於繼承前夕相識的經過，書末奉晨神座莎依．西卡潔死亡，揭開與反神組織D.M.B對立的立場。

- 《第二部 葉凋》：本書以新任奉晨神座-音笛．西卡潔，為找出殺母仇人而訂立黑魔法契約開始，最後十幾年前神座水潭「滴錯血」事件真相大白，到了結尾時艾洛德及其他神座都已有了後代。

- 《第三部 鐘響》：和平的日子已久，沒想到艾洛德的身體卻發生異變，為了不讓自己死後身邊的人發生意外，艾洛德主動向D.M.B宣戰，在故事最後音笛使用時間暫停魔法讓艾洛德的身體停留在死前一刻。

- 《第三部外篇 昨日‧今日》：這個故事發生在艾洛德的父親安加西奈年輕時，主要情節盤旋於-安加西奈（艾洛德之父）、帕黎修蒙（艾洛德祖父）、神闇（D.M.B最後一任教主）三人間，後來帕黎修蒙為保護自己所愛死去，而神闇也被安加西奈送回D.M.B。

- 《第四部 天明》：失去搭檔後，音笛性情大變，一心想消滅D.M.B，而由他撫養的三個孩子也各懷心思，在第四部最後艾洛德甦醒過來。

- 《第五部 鏡照》：獲得新生的艾洛德失去所有記憶，遭神闇唆使加入D.M.B，神座同伴們因而感到不安。最後艾洛德想起自己是帕黎修蒙轉世，而D.M.B隨著神闇的死去滅亡。

### 外篇
- 《外篇 西羅納之風》：主角為君鎖神座亞維康．伊希塔。在風動鳴系列中算是悠閒的輕鬆小品。內容敘述其某次出任務，認識神秘的少年——迪洛西(神闇裝扮)，及其他出任務過程中所發生的事。
- 《外篇 月．落輝》：主角為那沙因薩若．席德列斯（緹依轉世）、帕黎修蒙．席德列斯 （伊莫色斯轉世） 、格瑞特．諾曼登（神闇的父親）。內容提及緹依對D.M.B的詛咒解除、安加西奈和帕黎修蒙極為不相似的原因。

### 前篇
- 《前篇 風飄》（共四部）：主角為緹依．西卡潔（初代奉晨神座）。內容敘述神座和D.M.B的起源。
- 《前篇 神臨》（共有上、中、下部）：主角為安西亞．西卡潔（緹依轉世兼二代奉晨神座）、安羅．帕蕾基西若（稜轉世兼二代星鏡神座）、伊斯．諾曼登（第二代昊絕神座，作者已聲明他並非菲伊斯轉世，伊斯只是繼承了菲伊斯的記憶而已）。
- 《前篇別傳 煦光夢迴》（共有上、中、下部）：主角為西優席文．休勒西及伊莫色斯．西卡潔。內容是有關西優席文年輕時在皇宮的故事

### 後篇
- 《後篇 塵飛》（上下兩部，由春天出版社出版的為由同人誌修改刪減過的版本）：主角為瓊．席德列斯（緹依的最後一個轉世）。敘述後代神座的過多繁衍，導致神座專權、內部分裂，最終走向滅亡之路的故事。

### 商業誌封面人物
| 篇名              | 集數-副標題           | 封面角色                                      |
| ----------------- | --------------------- | --------------------------------------------- |
| 本篇              | 第一部-雲蔽           | 左：艾洛德．席德列斯 右：音笛．西卡潔         |
| 本篇              | 第二部-葉凋           | 左：羅提．諾曼登 右：瑟迦妃                   |
| 本篇              | 第三部-鐘響           | 左：亞維康．伊希塔 右：培里亞．那魯           |
| 本篇              | 第三部外篇-昨日．今日 | 左：帕黎修蒙．席德列斯 右：安加西奈．席德列斯 |
| 本篇              | 第四部-天明           | 左：艾洛德 右：音笛．西卡潔                   |
| 本篇              | 第五部-鏡照（End）    | 神闇                                          |
| 外篇              | 西羅納之風            | 左：迪洛西[神闇(緹依轉世)] 右：亞維康         |
| 外篇              | 月．落輝              | 左：帕黎修蒙 右：那沙因薩若                   |
| 前篇 風飄         | 第一部                | 左：克薇安西亞（長大後） 右：緹依             |
| 前篇 風飄         | 第二部                | 左：長髮緹依 右：菲伊斯．諾曼登               |
| 前篇 風飄         | 第三部                | 下：緹依 上：緹依父王（伊莫色斯）             |
| 前篇 風飄         | 第四部（End）         | 左：愛修諾·席德列斯 右：緹依                  |
| 前篇別傳 煦光夢迴 | 上                    | 西優席文．休勒西                              |
| 前篇別傳 煦光夢迴 | 中                    | 伊莫色斯．西卡潔                              |
| 前篇別傳 煦光夢迴 | 下                    | 左上：清風 右下：明夜(伊莫色斯前世)           |
| 前篇 神臨         | 上                    | 封面：安羅 封底：稜                           |
| 前篇 神臨         | 中                    | 封面：西優席文 封底：稜                       |
| 前篇 神臨         | 下                    | 封面：安西亞 封底：緹依                       |
| 後篇 塵飛         | 上                    | 瓊                                            |
| 後篇 塵飛         | 下                    | 大：尤 小：瓊                                 |

## 同人誌出版作品
自2006年8月CWT同人會場開始，風動鳴原作者-水泉以「風．旋動．鳴響」為社團名稱，於CWT會場上進行同人誌系列的販售。目前此社已關閉。「風．旋動．鳴響」參與CWT會場次數共6次。販售套組共7組；書籍套冊（同一書名，含概上下集的套組）共8組。
《回生·畢西爾》全預定通販制，通販開始時間約為2007年10月。2008年8月-CWT19（琉璃夢販售會場）有換贈品活動，贈品：神祇之章（限量100份）。
《琉璃夢》、《迴圈》合併出售，一般來說，皆以《琉璃夢》作此套組稱呼。此套組會場購買時，加購周邊可得贈品小冊一份，贈品：《琉璃夢外篇-假期》。《迴圈》由於在排版過程中有疏忽，故有缺漏頁情形，缺頁內容可至水泉奇摩家族下載或在水泉的部落格閱覽。
《回生‧稜》別冊其中一本，是和－－曾於水泉奇摩家族的同人圖競賽中，獲得第一名及特別獎殊榮的讀者－－維尼合作的漫畫。(從水泉著的另一本別冊中，擷取片段內容，繪製而成。)

### 同人誌書名、封面人物
依出版順序排列。別名，指一般通用別名。
| 出本時間 | 書名 （別名）                                     | 內容物(相關物) (不含紙袋與另外販售的周邊)                                                      | 封面角色                                                                 |
| -------- | ------------------------------------------------- | ---------------------------------------------------------------------------------------------- | ------------------------------------------------------------------------ |
| 2006/08  | 風動鳴後篇《塵飛》                                | 上下二冊 （一版特典：殘想餘韻）                                                                | 上部－左：瓊，右：雷索提 下部－（封面）左：雷索提，右：瓊 （封底）：緹依 |
| 2007/02  | 風動鳴外傳《迪洛西－幻前．緹依》 （緹依本、茶本） | 上下二冊+特典一本                                                                              | 上部－（封面）科里西亞 （封底）緹依 下部－上：菲伊斯，下：緹依           |
| 2007/08  | 風動鳴外傳《幻前．菲伊斯》 （大菲本、菲伊斯本）   | 單本+特典一本 （限量特典：惡劣31問）                                                           | 左：菲伊斯，右：緹依 書名淺紫色字者加畫：若那西（封底）                  |
| 2007/10  | 風動鳴外傳《回生．畢西爾》 （黑畢本）             | 單本+筆記本+別冊 （CWT19贈品：神祇之章）                                                       | 本篇－上：迪洛菲，中：畢西爾， 下：緹依 別冊－坐：白畢西爾，站：黑畢西爾 |
| 2008/08  | 風動鳴外傳《琉璃夢》 （國稜本）                   | 合併出售 琉璃夢單本+別冊一本+迴圈單本 （限量特典：科西31問） （加購周邊贈品：琉璃夢外篇-假期） | 前：西優席文，後：稜                                                     |
| 2008/08  | 風動鳴外傳《迴圈》                                | 合併出售 琉璃夢單本+別冊一本+迴圈單本 （限量特典：科西31問） （加購周邊贈品：琉璃夢外篇-假期） | 創造之神-科里西亞 （分全身、半身兩版）                                   |
| 2009/02  | 風動鳴外傳《回生‧稜》                             | 上下二冊+別冊二本 （限量特典：回生．稜特典 NG篇）                                              | 上部－稜 下部－前：稜，後：西優席文                                      |
| 2009/08  | 風動鳴外篇合本                                    | 全一冊+筆記本 （排隊特典：創造之章）                                                           | 上：緹依、國師、畢西爾（由上而下）                                       |

## 2009年新出版
因為魔幻學園的書系將結束，故春天出版社將風動鳴轉由天使重出新版。
- 風動嗚01雲蔽（上部）

初版日期：2009年9月24日
封面人物：艾洛德‧席德列斯
內頁拉頁人物：艾洛德‧席德列斯
- 風動嗚02雲蔽（下部）

初版日期：2009年10月20日
封面人物：音笛‧西卡潔
內頁拉頁人物：安加西奈‧席德列斯、神闇
- 風動嗚03葉凋（上部）

初版日期：2009年11月20日
封面人物：羅提‧諾曼登
內頁拉頁人物：羅提‧諾曼登、瑟迦妃‧西卡潔
- 風動嗚04葉凋（下部）

初版日期：2009年12月21日
封面人物：瑟迦妃‧西卡潔
內頁拉頁人物：音笛‧西卡潔
- 風動嗚05鐘響

初版日期：2010年2月2日
封面人物：安加西奈‧席德列斯
內頁拉頁人物：艾洛德‧席德列斯、音笛‧西卡潔、羅提‧諾曼登、瑟迦妃‧西卡潔
- 風動鳴06昨日．今日

初版日期：2010年4月30日
封面人物：帕黎修蒙‧席德列斯
內頁拉頁人物：安加西奈‧席德列斯、神闇
- 風動鳴07天明（上部）

出版日期：2010年7月8日
封面人物：音笛‧西卡潔
內頁拉頁人物：音笛‧西卡潔、艾洛德‧席德列斯
- 風動鳴08天明（下部）

出版日期：2010年9月14日
封面人物：星
內頁拉頁人物：安加西奈‧席德列斯、神闇
- 風動鳴09鏡照（上部）

出版日期：2010年12月28日
封面人物：由安‧歐路斯、阿加帕爾斯‧歐路斯
內頁拉頁人物：神闇、安加西奈‧席德列斯、羅提‧諾曼登、帕黎修蒙‧席德列斯
- 風動鳴10鏡照（下部）

出版日期：2011年3月15日
封面人物：神闇
內頁拉頁人物：艾洛德‧席德列斯、音笛‧西卡潔、羅提‧諾曼登、瑟迦妃‧西卡潔、安加西奈‧席德列斯、帕黎修蒙‧席德列斯、星、由安‧歐路斯、阿加帕爾斯‧歐路斯、神闇、亞維康‧伊希塔
- 風動鳴11西羅納之風

出版日期：2011年6月3日
封面人物：亞維康·伊希塔
內頁拉頁人物：安加西奈·席德列斯、神闇
- 風動鳴12風飄 之一

出版日期：2011年7月8日
封面人物：緹依·西卡潔
內頁拉頁人物：緹依·西卡潔、菲伊斯·諾曼登
- 風動鳴13風飄 之二

出版日期：2011年9月30日
封面人物：菲伊斯·諾曼登
內頁拉頁人物：緹依·西卡潔
- 風動鳴14風飄 之三

出版日期：2012年3月13日
封面人物：克薇安西亞·西卡潔
內頁拉頁人物：緹依·西卡潔、伊莫色斯·西卡潔
- 風動鳴15風飄 之四

出版日期：2012年5月8日
封面人物：畢西爾·西卡潔
內頁拉頁人物：緹依·西卡潔
- 風動鳴16煦光夢迴 (上部)

出版日期：2012年7月17日
封面人物：尼弗西瑟·西卡潔
內頁拉頁人物：西優席文·休勒西、明夜
- 風動鳴17煦光夢迴 (中部)

出版日期：2012年10月30日
封面人物：伊莫色斯‧西卡潔
內頁拉頁人物：西優席文·休勒西、伊莫色斯.西卡潔
- 風動鳴18煦光夢迴 (下部)

出版日期：2012年12月28日
封面人物：稜
內頁拉頁人物：西優席文·休勒西、明夜
- 風動鳴19神臨(上部)

出版日期：2013年3月8日
封面人物：安羅
內頁拉頁人物：安西亞、愛修
- 風動鳴20神臨(中部)

出版日期：2013年7月18日
封面人物：西優席文·休勒西
內頁拉頁人物：西優席文·休勒西、稜
- 風動鳴21神臨(下部)

出版日期：2013年8月26日
封面人物：安西亞‧西卡潔
內頁拉頁人物：安羅·帕蕾基西若
- 風動鳴22 月．落輝

出版日期：2013年11月29日
封面人物：那沙因薩若·席德列斯
內頁拉頁人物：那沙因薩若·席德列斯、帕黎修蒙·席德列斯
- 風動鳴23 後篇．塵飛

出版日期：2014年2月14日
封面人物：瓊·席德列斯
內頁拉頁人物：科里西亞

## 故事背景
千年前，神賜封八名人類為使者，擔任傳遞神諭的任務，他們為世界帶來恆久的光明與希望，崇尚闇之神的人民被驅逐躲避至地底，神座祭司的傳說便由此開始……

## 外部連結
- 水泉天空yam個人部落格--黑水蔓延之地 （页面存档备份，存于）
- 迴圈缺頁內容查閱處 （页面存档备份，存于）